# Referendo sobre a independência da Ossétia do Sul em 2006
O referendo sobre a independência da Ossétia do Sul foi realizado em 12 de novembro de 2006.

## Referendo
Os eleitores no referendo de independência organizado por Tskhinvali responderam à pergunta: "A república da Ossétia do Sul deve manter seu status atual como Estado independente e ser reconhecida pela comunidade internacional?".
Paralelamente ao referendo e às eleições, o movimento de oposição osseta, apoiado pela Geórgia, organizou suas próprias eleições em Eredvi, habitada por georgianos, nas quais participaram cinco candidatos à presidência da Ossétia, opositores de Eduard Kokoity. No referendo alternativo, os eleitores responderam à seguinte pergunta: "A Ossétia do Sul deveria entrar em discussões com Tbilisi a respeito de um Estado federal unindo-se à Geórgia?" De acordo com a Comissão Eleitoral de Eleições Alternativas, 42.000 eleitores compareceram às eleições realizadas nos territórios sob controle da Geórgia, mas Tskhinvali afirmou que os eleitores enumeravam em apenas 14.000. Dmitry Sanakoyev foi eleito por 88% dos eleitores como o presidente alternativo da Ossétia do Sul.

## Resultados
Em 13 de novembro de 2006, a Comissão Eleitoral Central da Ossétia do Sul anunciou os resultados do referendo: 99% dos eleitores apoiaram a independência, com o comparecimento dos eleitores em 95%.
| Opção                             | Votos  | %     |
| --------------------------------- | ------ | ----- |
| Favorável                         | 51.565 | 99.88 |
| Contrário                         | 60     | 0.12  |
| Votos inválidos/brancos           | 538    | –     |
| Total                             | 52.163 | 100   |
| Eleitores registrados / afluência | 55.163 | 94.56 |
| Fonte: Direct Democracy           |        |       |